# Cornelia Lister
Cornelia Emily Lister, född 26 maj 1994 i Oslo, är en professionell högerhänt tennisspelare, uppvuxen i Linköping. Hon tävlar för Fair Play TK, Malmö.
Lister började spela tennis som 10-åring och har rönt stora framgångar i dubbel inom ITF-cirkusen. Men när hon gjorde sin debut på WTA-touren i Båstad den 20 juli 2016 fick hon i singelturneringen möta andrarankade i världen Angelique Kerber. Lister förlorade med 2–1 i set efter att ha vunnit det första.
I juni 2023 blev Lister uttagen i Sveriges trupp i padel vid europeiska spelen 2023 i Polen.